# كالبي (شركة)
كالبي هي شركة يابانية متخصصة في صناعة الوجبات الخفيفة والحلويات وتعد أحد أكبر الشركات في اليابان في هذا المجال، تأسس الشركة في عام 1949 ويقع مقرها الرئسي في مدينة طوكيو.